# リゾートうみねこ
リゾートうみねこは、かつて東日本旅客鉄道（JR東日本）が八戸駅 - 久慈駅間を八戸線経由で運行していた観光列車、ならびに同列車で使用されていた車両の愛称である。
普通列車の愛称に鳥類の名称が採用された珍しい例である

## 概要
東日本大震災後の青森デスティネーションキャンペーンおよび東北新幹線全線復旧に合わせ、2011年4月29日に「きらきらみちのく」から改造を受けて運行を開始した。
当初の予定では、2011年4月23日を初日として八戸駅より八戸線・三陸鉄道北リアス線経由で宮古駅まで運行され、「さんりくトレイン宮古」との接続により山田線経由で盛岡駅までを結ぶ周遊ルートを形成する予定であったが、震災発生に伴い、三陸鉄道の全線復旧までの間、暫定的に八戸線内のみで運行を開始した経緯がある。登場時は、当時運転を再開していた八戸 - 階上間の一日一往復であった。2012年に八戸線が全線復旧すると、八戸 - 久慈間で一日一往復運行されるようになった。
老朽化のため2020年3月29日に観光列車としての運行を終了した。その後6月14日の団体専用列車にてラストランを行う予定だったが、新型コロナウイルス感染症のため延期され、9月26日から27日にかけて改めてラストランが行われた。

## 運行概況
休日を中心に、通常の普通列車を置き換える形で運行されていた。そのため本列車の運行がない日には通常の普通列車が同じダイヤで設定されていた（無愛称、臨時列車扱い）。
三陸鉄道が田野畑駅まで復旧した2012年4月以降、一時的に同駅までの直通運転を行っていたが、2012年9月30日をもって直通運転を終了している。直通運転時、三陸鉄道区間は全車両自由席であった。
上りは1号車、下りは3号車（各列車の先頭車両）が指定席で、指定席券が必要であった。

## 使用車両
八戸運輸区所属のキハ48形気動車3両編成で、キハ48 1505・1506・1534が使用されていた（改番なし）。ジョイフルトレイン「きらきらみちのく」の再改造車で、車体構造はほぼそのまま引き継がれている。
前面と側面の窓は眺望に配慮して拡大し、UVカットガラスの固定式とした。塗装は八戸線沿線の海をコンセプトに、上部はさわやかな「空の青」、下部は太平洋の「深い青」、上部と下部の境目のオレンジの帯は「水平線から昇る太陽（サンライズ）」をイメージしている。また機関をDMF14HZに換装し、冷房装置 (AU26J-A×2) を屋根上に搭載した。
車内は先頭車と中間車で大きく異なる。1号車と3号車 (1505・1506) には2+1配列の回転式リクライニングシートを装備していた。2人掛けシートは床を100 mmかさ上げしたセミハイデッキ構造で、1人掛けシートは眺望に配慮して45度窓側に向けた状態で固定可能である。トイレと洗面所を新設し、客室との間に喫煙室も設置された。2号車 (1534) は座面を畳敷きとしたボックスシートで、背もたれを高くしたセミコンパートメントに近い構造となっている。前位には、観光用VTRや運転席からの映像を放映することができるモニタを備えた情報コーナーを設けている。
なお営業運転終了後の10月2日、廃車のため盛岡車両センター青森派出所へ回送された。キハ48 1505は2020年10月23日付、1506は同年11月12日付、1534は同年11月2日付で廃車されている。

## 沿革
- 2002年（平成14年）12月1日：東北新幹線の八戸延伸に併せ、八戸線にて前身となるうみねこが運行開始[9]。
- 2011年（平成23年）
  - 3月11日：東日本大震災発生により八戸線が不通となる。
  - 4月29日：リゾートうみねことして八戸 - 階上間で運行開始。
  - 8月8日：八戸線階上 - 種市間の復旧に伴い、運行区間を八戸 - 種市に延長。
- 2012年（平成24年）
  - 3月17日：八戸線全線復旧により、運行区間を八戸 - 久慈間に延長。一部の日を除き八戸駅10時16分発久慈行、および久慈駅14時46分発八戸行の一往復。同日行われた記念式典では、全線運転再開記念列車として運行[10]。
  - 4月28日：三陸鉄道北リアス線への直通運転開始。八戸 - 田野畑間の運行となる(八戸行の田野畑発は13時35分)。
  - 9月30日：三陸鉄道への直通運転を終了。再び八戸 - 久慈間の運行となる。
- 2020年（令和2年）
  - 3月29日：臨時列車としての運行を終了[11]。
  - 6月14日：新型コロナウイルス感染症の影響で、同日運行予定だった団体専用列車「ありがとうリゾートうみねこ」号を運休[11][2]。
  - 9月26日 - 27日：団体専用列車「ありがとうリゾートうみねこ号」の運転をもって、すべての営業運転を終了[3]。